# スコット・ラドラム
スコット・ラドラム（Scott Ludlam、1970年1月10日 - ）は、ニュージーランド・パーマストンノース生まれのオーストラリアの元政治家、元アーティスト、環境運動家、反核運動家。オーストラリア緑の党に所属している。
3歳のとき、家族とともにオーストラリアに移住し、10代の時にオーストラリアに帰化した。カーティン大学でデザインを学び、マードック大学で政治学を学んだ。2001年の選挙で緑の党からの降任出馬を目指していたが、2位となり落選した。その後、緑の党所属の政治家の秘書として活動し、2005年の選挙でも落選。2007年の連邦議会上院選挙で西オーストラリア州から当選した。ウィキリークスのジュリアン・アサンジの支持するなどインターネットの検問に反対するキャンペーンも行っている。2012年7月29日に東京で行われた首都圏反原発連合主催の「7・29脱原発国会大包囲」ではスピーチのため参加している。2014年の選挙でも再当選した。2014年10月7日、日本の菅直人元首相やピースボートなどがオーストラリアを訪れた時にウラン貿易の懇談会と菅の講演会を開催している。これをうけて2016年1月にはラドラムが日本を訪問し意見交換をしている。2016年11月3日、ラドラムは、鬱病と不安障害の治療のため休養を取ることを発表した。2017年7月14日、ニュージーランドの国籍をまだ保有することが発覚し、政治家の二重国籍を禁止するオーストラリア憲法44条に違反するため連邦議会上院議員を辞職した。